# Centralización (fonética)
La centralización es articulación modificada por la cual una vocal pasa a ser más próxima a una vocal central de lo que habría sido sin esa modificación, es decir, se ha producido un cambio fonético en esa dirección.

## Notación fonética
El diacrítico para la centralización en el Alfabeto Fonético Internacional es la diéresis (U+0308 ̈ ). Por ejemplo, para transcribir una vocal central redondeada casi cerrada o una vocal central no redondeada casi cerrada, se pueden usar los símbolos [ɪ̈, ʊ̈].
En otros sistemas de transcripción, diferentes del AFI, se usan también < ᵻ, ᵿ > o <ɪ,  ʊ> en lugar de [ ɪ̈, ʊ̈] (por analogía con [ ɨ, ʉ]). Antes de las letras [ ɘ, ɵ, ɜ, ɞ], fueron añadidos en 1993 al API los símbolos [ ë, ö, ɛ̈, ɔ̈], que se usaron para estos valores cercanos a schwa. Por tanto ahora los símbolos  [ë, ö, ɛ̈, ɔ̈] deberían usarse para representar articulaciones intermedias entre [ e, o, ɛ, ɔ] y [ ɘ, ɵ, ɜ, ɞ]. Del mismo modo, [ ï, ÿ, ü, ɯ̈] serían intermedios entre [ i, y, u, ɯ] y [ ɨ, ʉ].
Sin embargo, dado que el AFI no especifica la cantidad exacta de centralización que tienen las vocales centralizadas, los símbolos [ ë, ö, ɛ̈, ɔ̈] y [ ï, ÿ, ü, ɯ̈] pueden usarse a veces en transcripciones modernas para vocales completamente centrales, o vocales que tienen una cantidad variable de centralización.
En la mayoría de los idiomas que poseen [a] (que denota una vocal vocal abierta anterior no redondeada, la vocal es en realidad central y por lo tanto una transcripción más precisa de la misma es [ä]. Sin embargo, este símbolo no se suele usar, principalmente debido a la práctica de evitar el uso de diacríticos siempre que sea posible, y porque muy pocos idiomas contrastan vocales abiertas no redondeadas anteriores y centrales.
En lugar del diacrítico para la centralización, se pueden usar los diacríticos de avanzado o retraído (una transcripción equivalente de [ä] se retrae [a̠]), pero el concepto de centralización es conveniente en los casos en que las vocales anteriores y posteriores se mueven una hacia la otra, en lugar de avanzar o retraerse en la misma dirección.
Cuando un sistema de transcripción usa tanto los diacríticos centralizados como los de avance y retracción, generalmente el primero indica una vocal más central, de modo que, por ejemplo, [i̠] indica una vocal anterior ligeramente centralizada (retraída) i, mientras que [ï] indica una vocal anterior más centralizada (retraída), o incluso una vocal completamente central (que, como se indicó anteriormente, tiene un símbolo AFI dedicado ɨ).

### Semivocales centralizadas
Las semivocales también se pueden centralizar de manera muy similar a las vocales; por ejemplo, las semivocales correspondientes a las vocales centrales cerradas [ɨ, ʉ] se puede escribir como semivocales palatales centralizadas [j̈, ɥ̈], o semivocales velar centralizadas [ɰ̈, ẅ]. La transcripción [ɥ̈], frente a [ẅ], también puede denotar una distinción en el tipo de redondeamiento, con el primer símbolo denotando una semivocal con redondeo comprimido típico de las vocales anteriores, y el último símbolo denotando una semivocal con redondeo sobresaliente típico de las vocales centrales y posteriores, aunque una aclaración verbal adicional es habitual en tales casos, ya que el AFI no proporciona ningún medio oficial para distinguir los sonidos con redondeo comprimido y sobresaliente.

### Vocales centralizadas medias
Las vocales centralizadas medias están más cerca del punto medio del espacio vocálico que sus vocales referentes. Es decir, están más cerca de la vocal central media schwa [ə] no sólo por medio de la centralización, sino también por elevación o descenso. El diacrítico utilizado para marcar esto en el Alfabeto Fonético Internacional es el over-cross, U+033D ̽ COMBINANDO X ARRIBA.
En la mayoría de los idiomas, las vocales se vuelven más centralizadas cuando se habla rápidamente, y en algunas, como el inglés y el ruso, muchas vocales también están centralizadas cuando son átonas. Esta es una característica general de la reducción vocálica.